# 佩列苗特諾耶
佩列苗特諾耶是哈薩克斯坦的城鎮，位於該國西部西哈薩克斯坦州，由拜特列克區負責管轄，面積約為10平方公里，距離烏拉爾斯克40公里，2009年人口4308。